# Janirella latifrons
Janirella latifrons là một loài chân đều trong họ Janirellidae. Loài này được Menzies & George miêu tả khoa học năm 1972.